# Lars Christian Lilleholt

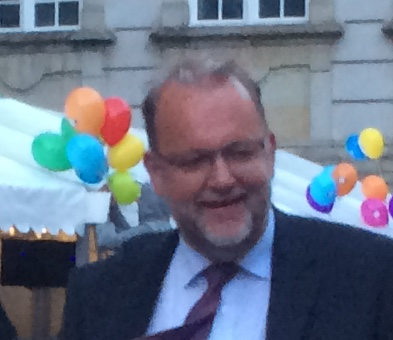
Lars Christian Lilleholt (2015)

Lars Christian Lilleholt (* 2. März 1965 in Odense) ist ein dänischer Politiker der Partei Venstre und war in den Kabinetten Lars Løkke Rasmussen II und III Minister für Energie, Forschung und Klima.

## Leben
Lilleholt wuchs in Odense auf und studierte dort Wirtschafts- und Sozialwissenschaften von 1985 bis 1988, danach absolvierte er von 1989 bis 1993 die dänische Journalistenschule in Aarhus. Von 1991 bis 1995 arbeitete er als Journalist bei der Zeitung Fyns Amts Avis. Von 1995 bis 2001 arbeitete er als Pressesprecher für die Danske Fjernvarmeværkers Forening (Dänischer Fernwärme-Verband), später als Chef der Presseabteilung.
Er war bereits 1993 Kandidat der Partei Venstre in Odense auf Kommunalebene, zeitweise Angehöriger des Parlaments der Amtskommune Fünen und ist seit 2008 Abgeordneter im Folketing. Dort gehörte er dem Ausschuss für Klima, Energie und Bauen an. Seit dem 28. Juni ist er Minister für Energie, Forschung und Klima.

## Auszeichnungen
- 19. Dezember 2017 Kommandeur des Dannebrogorden (dän.: Kommandørkorset af Dannebrogordenen)

## Privates
Lilleholt ist verheiratet und hat drei Kinder.